# ماتياس كاتونا
ماتياس كاتونا (بالمجرية: Katona Mátyás)‏ هو لاعب كرة قدم مجري في مركز الوسط، ولد في 30 ديسمبر 1999 في بودابست في المجر. لعب مع نادي أويبست.

## وصلات خارجية
- ماتياش كاتونا على موقع اتحاد المجر (الهنغارية)
- ماتياش كاتونا على موقع قاعدة بيانات كرة القدم.إي يو (الإنجليزية)
- ماتياش كاتونا على موقع Soccerway.com (الإنجليزية)
- ماتياش كاتونا على موقع عالم كرة القدم.نت (الإنجليزية)